# Отряд космонавтов

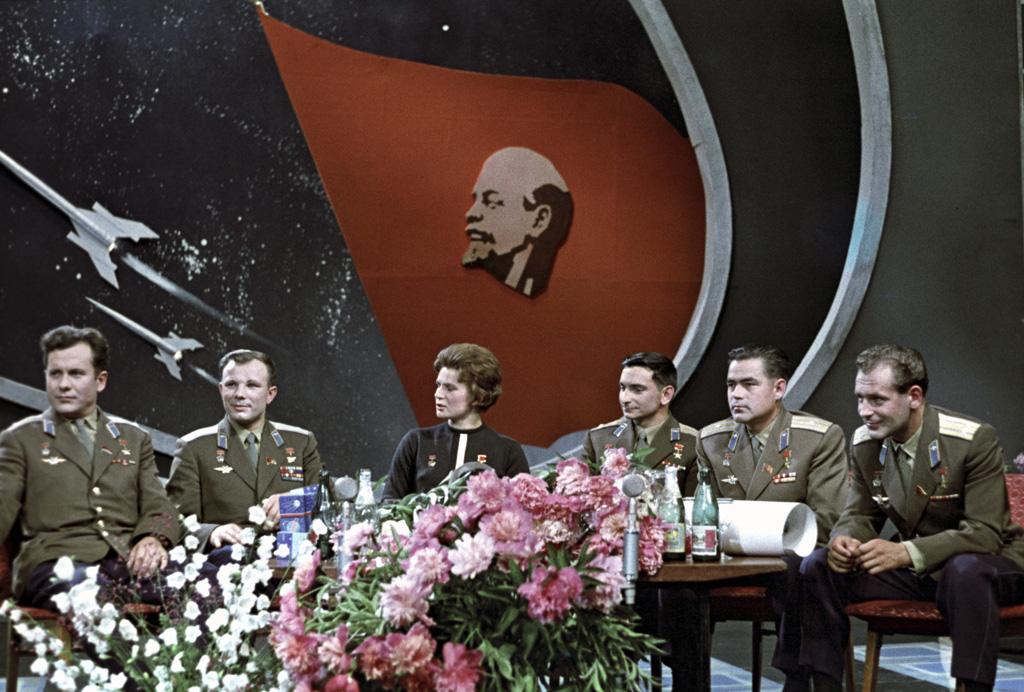
«Лётчики-космонавты СССР на телевидении». Летчики-космонавты СССР на студии телевидения (слева направо) П. Попович, Ю. Гагарин, В. Терешкова, В. Быковский, А. Николаев и Г. Титов.

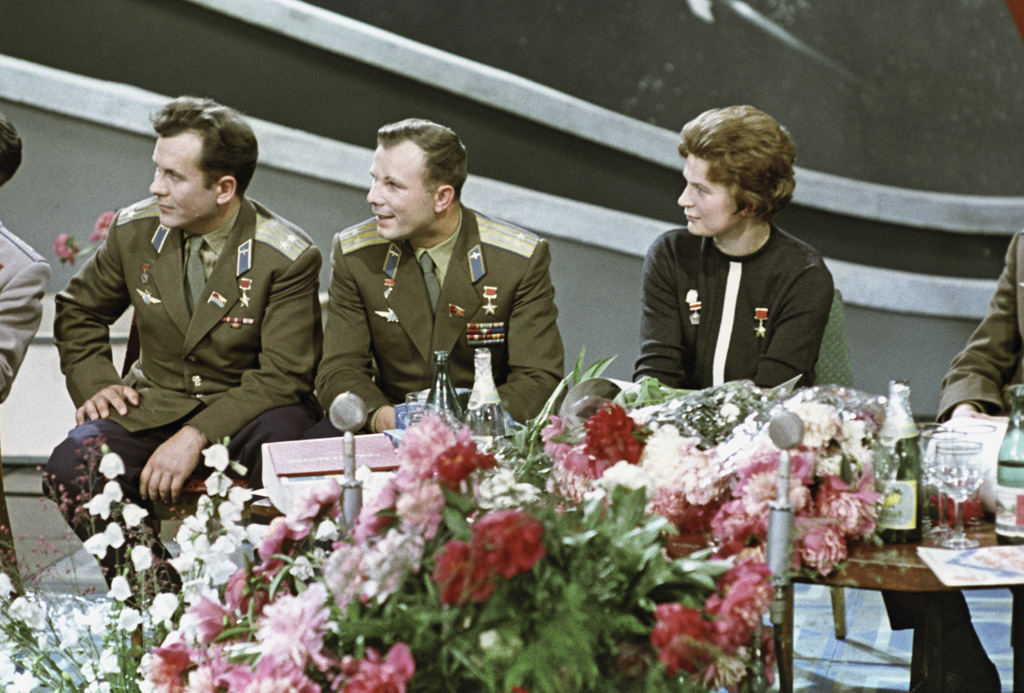
Советские космонавты слева направо: Павел Попович, Юрий Гагарин, Валентина Терешкова в студии телевидения, Москва, 1 января 1964 года

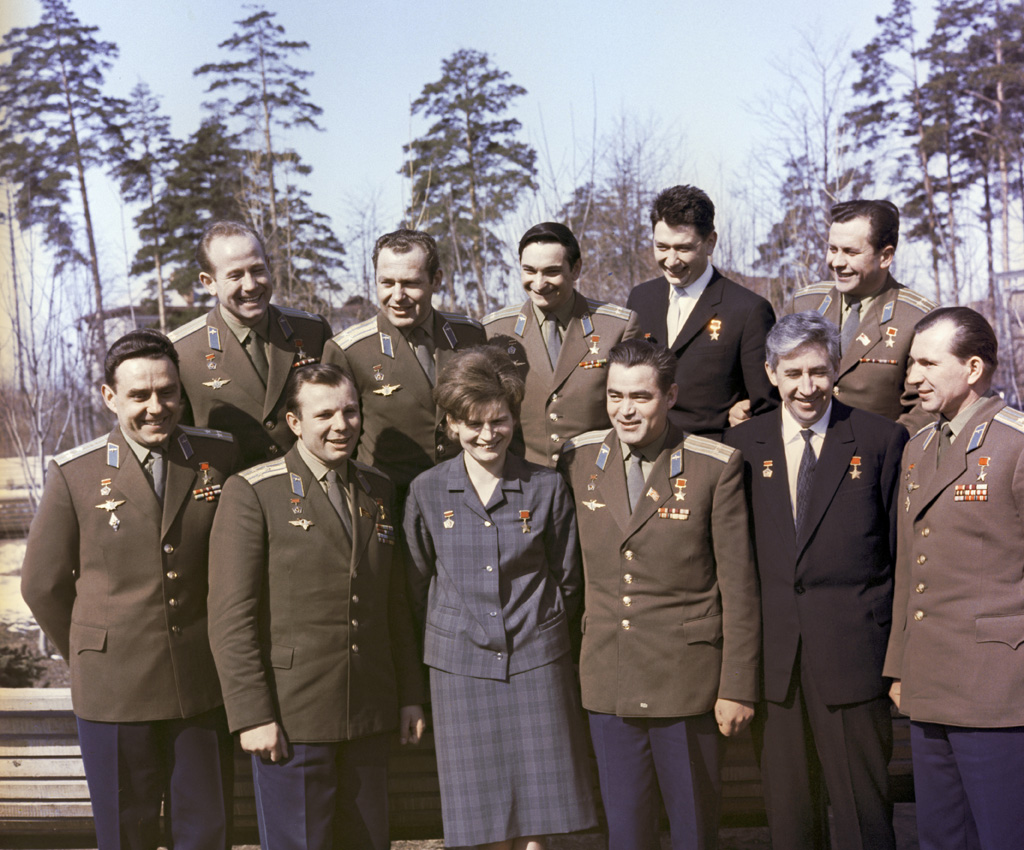
«Космонавты». Летчики-космонавты СССР (в первом ряду, слева направо): Владимир Комаров (Восход-1), Юрий Гагарин (Восток-1), Валентина Терешкова (Восток-6), Андриян Николаев (Восток-3), Константин Феоктистов (Восход-1), Павел Беляев (Восход-2), во втором ряду: Алексей Леонов (Восход-2), Герман Титов (Восток-2), Валерий Быковский (Восток-5), Борис Егоров (Восход-1), Павел Попович (Восток-4), Звёздный городок, Московская область, 1 июля 1965 года

Отряд космонавтов — название группы (отряда) лётчиков-космонавтов, отобранных для первого и последующих полётов в космос в Союзе ССР (группа сохранила преемственность и позднее в Российской Федерации — России).
Отряд космонавтов был сформирован 11 января 1960 года. Приказом Главкома ВВС ВС Союза ССР, от 7 марта 1960 года, в должности слушателей-космонавтов ЦПК ВВС были утверждены первые 12 лётчиков, прошедшие первоначальный отбор, из их числа впоследствии отбираются те, кто непосредственно отправится в космос. Первый отряд космонавтов, в который входил и будущий первый космонавт нашей планеты Юрий Гагарин, состоял из двадцати человек. 23 марта 1961 года командиром отряда космонавтов был назначен Юрий Гагарин.

«Для такого дела более всего пригоден лётчик, и, прежде всего, лётчик-истребитель. Это и есть универсальный специалист. Он пилот, и штурман, и связист, и бортинженер ….» — С. П. Королёв

## История
Развитие советской науки и техники позволили, к концу 1950-х годов, рассмотреть вопросы о полёте человека в космос. В начале 1959 года у президента Академии наук Союза ССР Мстислава Келдыша состоялось обсуждение вопроса о полёте человека в космос, о том, «кому лететь?», и о подготовке обоснования в центральные органы государства.
Решение об отборе и подготовке в отряд космонавтов к первому космическому полёту на космическом корабле «Восток» было принято в Постановлении ЦК КПСС и Совета Министров СССР № 22-10 «О медицинском отборе кандидатов в космонавты», от 5 января 1959 года, и в Постановлении Совета Министров СССР № 569—264 «О подготовке человека к космическим полётам», от 22 мая 1959 года.
Отбор кандидатов в космонавты поручили командованию формирований ВВС ВС Союза ССР, военным врачам и врачебно-лётным комиссиям, которые контролировали состояние здоровья лётчиков в частях и соединениях, а подготовка будущих космонавтов были поручены Военно-воздушным силам (ВВС) Вооружённых Сил СССР. Позже непосредственно отбор был поручен группе специалистов Центрального военного научно-исследовательского авиационного госпиталя (ЦВНИАГ).
11 января 1960 года приказом Главнокомандующего ВВС ВС Союза ССР К. А. Вершинина была сформирована войсковая часть № 26266, задачей которой была подготовка космонавтов, немногим позже она была преобразована в Центр подготовки космонавтов ВВС ВС СССР. 24 февраля 1960 года Центр подготовки космонавтов (ЦПК) возглавил полковник медицинской службы Е. А. Карпов.
Приказом Главкома ВВС ВС Союза ССР, от 7 марта 1960 года, на должность слушателей-космонавтов в отряд космонавтов ЦПК ВВС были назначены первые 12 лётчиков-истребителей, прошедшие первоначальный отбор. В марте 1960 года в отряд ЦПК ВВС прибыла первая группа кандидатов в космонавты, занятия группы были начата 14 марта. Из-за отсутствия на начальном этапе хозяйственных построек, отряд космонавтов временно размещался на спортивной базе ЦСКА на территории Центрального аэродрома имени М. В. Фрунзе, в июле 1960 года отряд переехал в Звёздный городок (где и находится до сих пор). 17 и 18 января 1961 года первая группа отряда космонавтов успешно сдала экзамены для полёта на космическом корабле «Восток-1».

## Требования для вхождения в отряд космонавтов
Для того, чтобы пройти в отряд космонавтов, кандидат на роль космонавта должен пройти медицинские и психологические тесты (Центральный научно-исследовательский авиационный госпиталь), а также пройти очное собеседование. В период Советского Союза, помимо этого, обязательным условием для вхождения в отряд космонавтов также было членство в коммунистической партии Советского Союза (единственным исключением был Константин Феоктистов).
Основными нынешними требованиями для прохождения в отряд космонавтов являются: российское гражданство, возраст до 35 лет, наличие высшего образования, знание английского языка, успешное прохождение медицинских и психологических тестов, масса тела до 90 килограммов.

## Условия отчисления из отряда космонавтов
Из отряда космонавтов уже после отбора участников могут исключить. Как правило, это может произойти по двум причинам — возникающие в ходе тренировок к космическому полёту проблемы со здоровьем, либо отмеченные при подготовке проблемы с дисциплиной. Эти два требования являются основными критериями возможного исключения из отряда космонавтов.

## Открытые и закрытые наборы в отряды космонавтов
Отборы в отряды космонавтов бывают как открытые, так и закрытые. До 2012 года в России и ранее в Советском Союзе проводились только закрытые отборы в отряд космонавтов.
Всего до 2012 года было проведено пятнадцать наборов в отряд космонавтов ФГБУ «НИИ ЦПК», также были сформированы несколько дополнительных отрядов космонавтов, таких как: отряд космонавтов РКК «Энергия» (17 наборов), отряд космонавтов ИМБП, отряд космонавтов Академии наук, отряд ЛИИ (Летно-исследовательского института им. М.М.Громова) и несколько групп из представителей предприятий ракетно-космической отрасли.
Начиная с 2012 года в России проводятся открытые наборы в единый отряд космонавтов Роскосмоса. С тех пор состоялось три таких открытых набора: первый — в октябре 2012 года, второй — в августе 2018 года, третий — в апреле 2021 года. В июле 2023 года был объявлен четвёртый открытый набор космонавтов.